# Yisiona ziheina
Yisiona ziheina är en insektsart som beskrevs av Kuoh 1981. Yisiona ziheina ingår i släktet Yisiona och familjen dvärgstritar. Inga underarter finns listade i Catalogue of Life.